# سینمای هائیتی

تاریخ سینمای هائیتی بسیار محدود است. اگرچه سینما تقریباً همزمان با گسترش در سایر کشورها در هائیتی نیز بروز و ظهور یافت، اما اتفاقات سیاسی و حوادث و بلایای طبیعی در این سرزمین تقریباً تا زمان حال فرصتی برای تثبیت فرهنگ و هنر باقی نگذاشته‌است.

## پیشینه
در ۱۴ دسامبر سال ۱۸۹۹، جوزف فیلیپی نماینده کمپانی برادران لومیر اولین نمایش فیلم را در پورتو پرنس برگزار کرد. در ۱۶ دسامبر یک آتش‌سوزی بزرگ در همین بندر رخ داد که فیلیپی از این رویداد یک فیلم خبری تهیه کرد. بین سال‌های ۱۹۱۵ تا ۱۹۳۴ تفنگداران نیروی دریایی آمریکا در این سرزمین حضور داشتند و فیلم‌های خبری و مستند کوتاه از این حضور وجود دارد. در سال ۱۹۰۷ اولین سالن سینما در هتل پشن ویل گراند تأسیس شد. در ۱۹۱۵ اما اولین سالن رسمی سینما و تئاتر با ظرفیت ۵۰۰ صندلی در پورتو پرنس افتتاح شد. از سال‌های ۱۹۳۵ تا ۱۹۵۵ چندین فیلم خبری و تبلیغاتی در جغرافیای هائیتی ساخته شدند اما عملاً خبری از تولیدات ملی نبود.

## دیکتاتوری ۲۸ ساله و اثرات آن بر فرهنگ هائیتی
فرانسوا دووالیه («پاپادوک»؛ رئیس‌جمهور از ۱۹۵۶ تا ۱۹۷۱) و پسرش ژان کلود («بِیبی داک»؛ رئیس‌جمهور از ۱۹۷۱ تا ۱۹۸۶) با کمک نیروی شبه نظامی بدنام و خصوصی خود، موسوم به «تون‌تون ماکوت» ملت را مرعوب و فرمانبردار ساختند. اولین فیلم کوتاه تاریخ سینمای هائیتی در سال ۱۹۷۶ توسط رافائل استینز ساخته شد. در واقع در دوران ۲۸ ساله دیکتاتوری ۴ فیلم در هائیتی ساخته شد. از ۱۹۸۷ به دنبال شورش خشونت‌آمیز مردم، نظامیان قدرت را در دست گرفتند؛ و همچنان ناآرامی‌ها در این سرزمین وجود دارد. این روند باعث شده عملاً فرهنگ و هنر در هائیتی به بدترین وضع ممکن برسد.

## سال‌های اخیر
زبان رسمی در هائیتی فرانسوی است. سینمای فرانسه یا هنرمندان فرانسوی که اصالتاً اهل هائیتی هستند با کمک نهادهای خصوصی هنوز نتوانستند سروسامانی به سینمای هائیتی بدهند. با گذشت سال‌ها پس از زمین‌لرزه در هائیتی، وضعیت بهداشتی در پورتوپرنس همچنان فاجعه‌بار است. احتمال ابتلا به بیماری‌های واگیر دار در این شهر از همه شهرهای دیگر دنیا بالاتر است؛ و این یکی از دلایل عمده‌ای است که باعث شد پورتو پرنس در سال ۲۰۱۲ در میان بدترین شهرهای جهان برای زندگی قرار بگیرد و رتبه ۲۱۸ را در فهرست شهرهای قابل زندگی داشته‌باشد. این زمین‌لرزه گذشته از تلفات گسترده جانی شمار زیادی از آثار باستانی و زیرساخت‌های فرهنگی هائیتی را ویران کرد. در این زمین‌لرزه تقریباً همه ساختمان‌های قدیمی و مهم پورتو پرنس، پایتخت هائیتی، از جمله کلیسای بزرگ، کاخ ملی، کاخ دادگستری، پادگان دسالین، مدرسه الکساندر پسیون، کلیساهای ترینیته، سنت آن و سن ژوزف، ساختمان‌های وزارت دادگستری و وزارت فرهنگ و همچنین مدرسه سن لوئی گونزاگ آسیب دید. شهرهای ژکمل و لئوگان از جمله شهرهای هائیتی است که قرار بود در فهرست میراث فرهنگی یونسکو گنجانده شوند تخریب شدند. همچنین تعداد زیادی هنرکدهٔ شخصی و دولتی، موزه، کتابخانه و بایگانی در این زمین‌لرزه تخریب شدند.

## اولین فیلم بین‌المللی
سینمای هائیتی در سال ۲۰۱۶ توانست یک فیلم فرانسوی زبان با کیفیت خوب تولید کند. هائیتی عشق من Ayiti Mon Amour فیلمی در ژانر درام به مدت زمان ۸۸ دقیقه که از طرف سینمای هائیتی به نودمین دوره مراسم جوایز اسکار ارائه شد اگرچه به مرحله نهایی نرسید. اولین نمایش عمومی هائیتی عشق من در جشنواره فیلم تورنتو سال ۲۰۱۶ بود.